# Judisk filosofi
Judisk filosofi är filosofi associerad med judar och judendomen. Filosofin präglas av dialektik mellan generell filosofi och judisk teologi.
Generellt kan 800-talet till 1400-talet sägas vara en storhetstid för den judiska filosofin, särskilt i Sydeuropa och Mellanöstern. Under upplysningstiden på 1700-talet uppstod den judiska upplysningenrörelsen, haskalá, med bland annat Moses Mendelssohn som företrädare.

## Antik judisk filosofi

### Filosofi i Bibeln
I den rabbinska litteraturen beskrivs Abraham ibland som en filosof.

## Medeltida judisk filosofi efter Maimonides
Maimonides skrifter mötte häftig kritik och den så kallade Maimonidean-kontroversen uppstod. I västra Europa brändes Maimonides verk upp av kristna dominikaner år 1232.

### Andra judiska medeltida filosofer efter Maimonides
- Jedaiah ben Abraham Bedersi
- Nissim of Gerona
- Jacob ben Machir ibn Tibbon
- Isaac Nathan ben Kalonymus
- Judah Messer Leon
- David ben Judah Messer Leon
- Obadiah ben Jacob Sforno
- Judah Moscato
- Azariah dei Rossi
- Isaac Aboab I
- Isaac Campanton
- Isaac ben Moses Arama
- Profiat Duran

## Den judiska upplysningen
En av de viktigaste representanterna för den judiska upplysningen, haskalá-rörelsen, var Moses Mendelssohn.

## Modern judisk filosofi
Bland de moderna judiska filosoferna kan nämnas Martin Buber, Franz Rosenzweig, Mordecai Kaplan, Abraham Joshua Heschel, Will Herberg, Emmanuel Levinas, Richard Rubenstein, Emil Fackenheim och Joseph Soloveitchik.